# Yuito Suzuki
Yuito Suzuki Yuito Suzuki (鈴木 唯人 Suzuki Yuito?, Hayama, 25 de octubre de 2001) es un futbolista japonés que juega de delantero en el S. C. Friburgo de la 1. Bundesliga.

## Trayectoria
Tras graduarse en el Ichiritsu Funabashi High School en 2019, Suzuki comenzó su carrera profesional en el Shimizu S-Pulse, incorporándose al club antes de la temporada 2020.
El 28 de enero de 2023 se trasladó al extranjero, a Francia, y se unió oficialmente al R. C. Estrasburgo en calidad de cedido para la temporada 2022-23.
El 12 de agosto de 2023 firmó un contrato de cuatro años con el Brøndby IF. Debutó con el club el 28 de agosto, sustituyendo a Mathias Kvistgaarden en el minuto 67 de la victoria por 1-0 en liga contra el Vejle Boldklub. El 27 de septiembre marcó su primer gol con el club en la victoria por 3-0 en la Copa de Dinamarca contra el Hellerup IK. Su primer gol en la liga llegó cuatro días después, el 1 de octubre, en la victoria a domicilio por 3-0 contra el Hvidovre IF. El 17 de marzo de 2024 marcó su primer hat-trick, contribuyendo a la victoria por 4-1 del Brøndby en liga contra el Silkeborg IF. A lo largo de la temporada, marcó nueve goles y ocho asistencias para el club en la liga, así como dos goles y dos asistencias en la Copa de Dinamarca.
El 20 de mayo de 2025 se anunció su fichaje por el S. C. Friburgo, haciéndose efectivo el traspaso el 1 de julio de 2025. Los términos del acuerdo no se han hecho públicos oficialmente, aunque Kicker ha informado de que el precio base del traspaso es de 8 millones de euros. En un comunicado en el que anunciaba el fichaje, Jochen Saier, miembro de la directiva del Friburgo, describió a Suzuki como "un jugador capaz tanto de marcar goles como de asistir a sus compañeros", y añadió: "Su velocidad, flexibilidad y técnica mejorarán nuestro juego ofensivo general como equipo".

## Selección nacional
Debutó con la selección nacional de Japón el 6 de junio de 2024 en un partido de clasificación para la Copa Mundial de la FIFA 2026 contra Birmania en el Estadio Thuwunna. Sustituyó a Ritsu Dōan en el descanso y Japón ganó 5-0.

## Estadísticas

### Clubes
Actualizado al último partido disputado el 25 de mayo de 2025.
| Club                         | Div.          | Temporada     | Liga  | Liga  | Liga   | Copas nacionales | Copas nacionales | Copas nacionales | Copas internacionales | Copas internacionales | Copas internacionales | Total | Total | Total  |
| Club                         | Div.          | Temporada     | Part. | Goles | Asist. | Part.            | Goles            | Asist.           | Part.                 | Goles                 | Asist.                | Part. | Goles | Asist. |
| ---------------------------- | ------------- | ------------- | ----- | ----- | ------ | ---------------- | ---------------- | ---------------- | --------------------- | --------------------- | --------------------- | ----- | ----- | ------ |
| Shimizu S-Pulse Japón        | 1.ª           | 2020          | 30    | 0     | 2      | 2                | 0                | 0                | ―                     | ―                     | ―                     | 32    | 0     | 2      |
| Shimizu S-Pulse Japón        | 1.ª           | 2021          | 33    | 2     | 0      | 4                | 1                | 0                | ―                     | ―                     | ―                     | 37    | 3     | 0      |
| Shimizu S-Pulse Japón        | 1.ª           | 2022          | 20    | 3     | 2      | 4                | 0                | 0                | ―                     | ―                     | ―                     | 24    | 3     | 2      |
| R. C. Estrasburgo II Francia | 5.ª           | 2022-23       | 1     | 0     | 0      | —                | —                | —                | ―                     | ―                     | ―                     | 1     | 0     | 0      |
| R. C. Estrasburgo II Francia | Total club    | Total club    | 1     | 0     | 0      | 0                | 0                | 0                | 0                     | 0                     | 0                     | 1     | 0     | 0      |
| R. C. Estrasburgo Francia    | 1.ª           | 2022-23       | 3     | 1     | 0      | —                | —                | —                | ―                     | ―                     | ―                     | 3     | 1     | 0      |
| R. C. Estrasburgo Francia    | Total club    | Total club    | 3     | 1     | 0      | 0                | 0                | 0                | 0                     | 0                     | 0                     | 3     | 1     | 0      |
| Shimizu S-Pulse Japón        | 2.ª           | 2023          | 3     | 1     | 1      | 0                | 0                | 0                | ―                     | ―                     | ―                     | 3     | 1     | 1      |
| Shimizu S-Pulse Japón        | Total club    | Total club    | 86    | 6     | 5      | 10               | 1                | 0                | 0                     | 0                     | 0                     | 96    | 7     | 5      |
| Brøndby IF Dinamarca         | 1.ª           | 2023-24       | 26    | 9     | 7      | 4                | 2                | 0                | ―                     | ―                     | ―                     | 30    | 11    | 7      |
| Brøndby IF Dinamarca         | 1.ª           | 2024-25       | 32    | 12    | 4      | 5                | 0                | 0                | 3                     | 1                     | 0                     | 40    | 13    | 4      |
| Brøndby IF Dinamarca         | Total club    | Total club    | 58    | 21    | 11     | 9                | 2                | 0                | 3                     | 1                     | 0                     | 70    | 24    | 11     |
| S. C. Friburgo · Alemania    | 1.ª           | 2025-26       | 0     | 0     | 0      | 0                | 0                | 0                | ―                     | ―                     | ―                     | 0     | 0     | 0      |
| S. C. Friburgo · Alemania    | Total club    | Total club    | 0     | 0     | 0      | 0                | 0                | 0                | 0                     | 0                     | 0                     | 0     | 0     | 0      |
| Total carrera                | Total carrera | Total carrera | 148   | 28    | 16     | 19               | 3                | 0                | 3                     | 1                     | 0                     | 170   | 32    | 16     |